# Telmatodrilus onegensis
Telmatodrilus onegensis är en ringmaskart som först beskrevs av Hrabe 1962.  Telmatodrilus onegensis ingår i släktet Telmatodrilus och familjen glattmaskar. Inga underarter finns listade i Catalogue of Life.